# Тешкс
Тешкс или тяшкс (рус. знамя, мета) — родовой знак у эрзян и мокшан.

## Описание
Тешксы являются разновидностью тамг, применение которых было свойственно китайцам, тюркам, финно-уграм и славянам. Среди народов России схожие системы использовались марийцами (тисте), чувашами, татарами, башкирами (тамга или тавро), казахами (тамга, танба или тагма), кряшенами, русскими, коми (пас), манси, хантами и удмуртами (пус).

## Этимология
Эрзянское «тешкс» и мокшанское «тяшкс» этимологически связаны со словом «теште», то есть звезда в астрономическом смысле этого слова. 
Дальнейшая этимология неясна — форма *täštä не связана с прауральским названием звезды (*kuńći) и содержит кластер согласных -št-, что указывает на происхождение не из прауральского, а из неизвестного субстратного языка.

## Использование
Основное предназначение тешкса — обозначить принадлежность предмета определённому человеку, семье, роду. Тешксами, как клеймом, могли помечать:
- недвижимость: межевые знаки на полях/лугах/участках леса, загоны, ворота, двери, дома, амбары, бортные деревья, надгробия на могилах;
- скот, брёвна на лесоповале, мешки с зерном;
- инструменты: посуду (горшки), прялки, ткацкие станки, кадушки (парь, ларь), корыта, ювелирные изделия, орудия труда (лопаты, топоры, мотыги, косы и пр.);
- детские люльки, зыбки (лавсь);
- одежду и головные уборы — с помощью вышивки.

Также, тешксы использовались как личные подписи в юридических документах.
В сделках по продаже бортных ухожаев встречается как продажа отдельных знамён ухожая (то есть бортных деревьев, помеченных тешксом первого владельца), так и продажа всего ухожая. Впоследствии покупатель стёсывал с деревьев знамя, принадлежавшее прошлому хозяину, и наносил на них своё знамя, например:
...велено на бортнике на ... вновь имати с купленные вотчины, что он купил у кадомских татар у ... ухожея третье знамя, орлов хвост, оброку на год по полупуда мёду.
...да тот же де ... в их вотчине в тарханной в служилой, в мокшанском лугу в Келеверском ухожей старые их знамёна стёсывают, а свои накладывают.
...что в девяносто девятом году продал ... той же деревни мордвин ... бортный свой ухожей, а во всех тех ухожьях два знамени: ... а на те знамёна наложили они свои Сондарканские знамёна: ...

## Наследование
По одной версии, тешкс отца без изменения использовал только старший сын, а остальные сыновья создавали свой тешкс, как правило, на основе отцовского, добавляя в него какие-либо элементы. По другой версии, тешкс отца использовали все неотделившиеся сыновья, то есть живущие с отцом под одной крышей.
После свадьбы, женщина более не могла использовать тешкс своего рода, так как считалась перешедшей в род супруга. Тешкс замужней женщины совпадал с тешксом её мужа, но имел полукруглую «крышечку» над ним.

## Составные части
Тешкс мог состоять из ряда составных частей, например:
| - глаз (сельмть); - рубеж; - пояс; - заячьи уши (нумолонь пиле); - гуж; | - лопатка; - черта; - крюк; - крест; - орлов хвост; | - бараньи рога (баранонь сюрот); - вилы; - скамья; - дуга (чирьке); - грань; | - гусиная лапа (маци пильге); - змеиная голова (гуень пря); - коромысло (курця). |

## Выход из употребления
Тешксы перестали использоваться в первой трети XX века — с началом коллективизации.

## Изучение
Научное исследование знамён началось в 3-й четверти XIX века. Большой вклад в их изучение и систематизацию внесли П. С. Ефименко, В. Н. Майнов, Н. Н. Харузин, А. А. Гераклитов, А. С. Лузгин, Е. А. Деникаева, В. И. Рогачёв, Е. Н. Ваганова и другие.

## Тешксы в культуре
У мокшан села Шингарина Краснослободского уезда отмечена пословица «Илян тешкс — сьорма кеттнэ полхтаи», что переводится как «Чужая мета руки жжёт».

## Близкие понятия
- Пазава («икона») — ритуальный знак, наносившийся на обереги, молельные деревья, а после крещения — на надгробия;
- сёрма («узор»; заимствование из булгарского, где «сыр» — «узор») — узор, орнамент в вышивке.